# Jasmine Richards
Jasmine Denise Richards (Ontario, 28 giugno 1990) è un'attrice, cantante e ballerina canadese.
È conosciuta per avere interpretato Margaret "Peggy" Dupree in Camp Rock e in Camp Rock 2: The Final Jam.

## Filmografia

### Cinema
- Devotion, regia di Dawn Wilkinson (2005)
- Picture Day, regia di Kate Melville (2012)
- The Gossip Queen, regia di Dominique Lefebvre - cortometraggio (2013)

### Televisione
- Timeblazers – serie TV, 6 episodi (2003)

- 'Da Kink in My Hair – serie TV, episodio 1x02 (2007)
- Naturalmente Sadie! (Naturally Sadie) – serie TV, 63 episodi (2005-2007)
- Princess, regia di Mark Rosman – film TV (2008)
- Camp Rock, regia di Matthew Diamond – film TV (2008)
- The Latest Buzz – serie TV, episodio 1x17 (2008)
- Camp Rock 2: The Final Jam, regia di Paul Hoen – film TV (2010)
- The Listener – serie TV, episodio 2x05 (2011)
- King – serie TV, episodi 1x04-1x05 (2011)
- Overruled! – serie TV, 29 episodi (2009-2011)
- Redakai: Alla conquista di Kairu (Redakai: Conquer the Kairu) – serie TV, 52 episodi (2011-2012) - voce
- Bomb Girls – serie TV, 7 episodi (2013)